# Eberhard Schrader

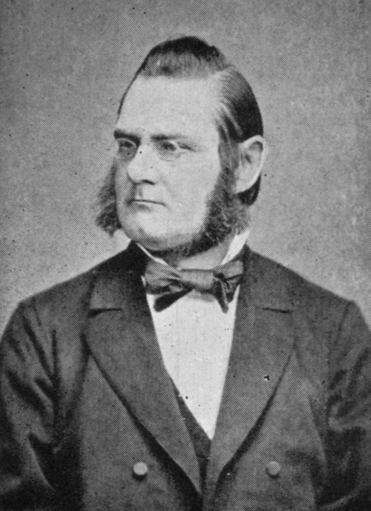
Eberhard Schrader.

Eberhard Schrader, född den 7 januari 1836 i Braunschweig, död den 4 juli 1908 i Berlin, var en tysk assyriolog. 
Schrader, som disputerade 1858 i Göttingen på en studie om etiopiska språk, blev 1863 professor i teologi i Zürich, 1870 i Giessen, 1873 i Jena och 1875 i Berlin, där han gick över till filosofiska fakulteten. Han inriktade sig tidigt på assyriologin, som då ej fanns i Tyskland. År 1872 utgav han Die assyrischen-babylonischen Keilinschriften och Die Keilinschriften und das alte Testament (ny upplaga 1883), engelsk översättning: "The Cuneiform Inscriptions and the Old Testament" (1885–89); en tredje kraftigt omarbetad upplaga av Hugo Winckler och Heinrich Zimmern utkom 1903. 
Schrader var den förste professorn i assyriologi i Tyskland och den egentliga grundläggaren av det assyriologiska studiet i detta land. Han utgav vidare Keilinschriften und Geschichtsforschung (1878), delvis riktad mot kritik från Alfred von Gutschmid, och Zur Frage nach dem Ursprung der altbabylonischen Kultur (Berlin 1884). Han var även grundläggare av den samling översättningar från assyriska till tyska, som utkom under titeln "Keilschriftliche Bibliothek" (1892–1904). År 1875 blev Schrader ledamot av preussiska vetenskapsakademien.